# Сломанные крылья
«Сломанные крылья» (ивр. כנפיים שבורות‎) — израильский художественный фильм-драма режиссёра Нира Бергмана, вышедший на экраны в 2002 году. Лауреат приза Волджина (Гран-при Иерусалимского кинофестиваля), Большого приза «Токийская сакура» Токийского международного кинофестиваля, девяти премий Израильской киноакадемии «Офир», наград Берлинского кинофестиваля и кинофестиваля в Палм-Спрингс.

## Сюжет
Хайфа, начало 2000-х годов. Семью Ульман недавно постигло горе: умер глава семьи. Почти до самого конца картины зритель не узнает, как это случилось и почему старшая дочь, 17-летняя Майя, мучится чувством вины. На плечи Майи и её матери, акушерки Дафны, легла забота о младших детях. В результате девушке, мечтающей о карьере автора-исполнителя песен, приходится срываться со своего первого в жизни концерта и мчаться по городу на велосипеде с крылышками за спиной, чтобы сидеть с 11-летним Идо и шестилетней Бар, потому что пытающаяся прокормить семью Дафна надолго застряла на работе.
Ещё один брат Майи, бывшая звезда школьной баскетбольной команды Яир, бросил занятия и в костюме мыши раздаёт в подземном переходе рекламные листовки. Только что пошедшая в школу Бар ещё не преодолела свой страх, Идо, мечтающий побить рекорд в прыжках в высоту, расшибся в пустом плавательном бассейне, романтические отношения у старших детей не складываются, и даже автомобиль Дафны отказывается заводиться. Одна надежда — на подлинную любовь, царящую между членами этой невезучей семьи.

## В ролях
- Орли Зильбершац-Банай — Дафна Ульман
- Майя Марон — Майя Ульман
- Нитай Гвирц — Яир Ульман
- Владимир Фридман — доктор Валентин Гольдман
- Даниэль Магон — Идо Ульман
- Элиана Магон — Бар Ульман
- Дана Ивги — Ирис, подружка Яира
- Дани Нив (Муки) — Йорам, парень Майи

## Съёмочная группа
- Режиссёр — Нир Бергман
- Сценарист — Нир Бергман
- Продюсер — Асаф Амир
- Композитор — Ави Беллели
- Оператор — Валентин Белоногов
- Звукооператоры — Давид Лис, Гиль Торен
- Костюмер — Ада Левин
- Монтаж — Эйнат Глазер-Зархин

## Прокат и сборы
Фильм был выпущен в прокат в Израиле в октябре 2002 года. В других странах картина была показана в рамках кинофестивалей в конце 2002 и начале 2003 года, а во внефестивальный прокат выходила начиная с июня 2003 года.
В США фильм стартовал лишь в середине марта 2004 года. В первый уик-энд картина, шедшая в пяти кинотеатрах, собрала около 25 000 долларов, а всего за 17 недель показа выручка составила более 420 тысяч долларов. По известным данным из других стран, в них фильм собрал в общей сложности ещё около 340 тысяч долларов.

## Отзывы
Фильм в целом был весьма положительно воспринят критикой. Размещённые на сайте Metacritic отзывы варьируются от умеренно благожелательных («Добротная, хотя и довольно предсказуемая, современная мелодрама» — Марк Дженкинс, The Washington Post; «„Сломанные крылья“ — не великий, но хороший, крепкий фильм» — Майкл Уилмингтон, Chicago Tribune) до восторженных. В нескольких отзывах отмечено, что в фильме, снятом в 2002 году, в разгар второй интифады, не нашлось места политике, войне и «палестинскому вопросу» — это картина о простой человеческой драме.
Критики отмечают точную игру двух исполнительниц главных женских ролей — молодой Майи Марон и опытной театральной актрисы Орли Зильбершац-Банай, цементирующей в основном молодёжный актёрский состав. Обозреватель San Francisco Chronicle Рут Стейн особо выделяет детали, связанные с ролью Зильбершац-Банай — отражающуюся на лице душевную боль, когда, вместо того, чтобы воспитывать детей, Дафне остаётся только кричать на них; расфокусированный взгляд недосыпающего человека; случайные оговорки, явно вызванные усталостью; отсутствие макияжа (а когда Дафна, обратившаяся в службу знакомств, всё-таки накладывает его, её лицо становится похоже на маску). Нехватку времени на то, чтобы заняться собой, подчёркивает, по мнению Стейн, и намеренное отсутствие в кадре зеркал. Майя Марон, по словам Стейн, обладает искусством перевоплощения, сравнимым с ранней Мерил Стрип, мгновенно превращаясь из красивой девочки в невзрачную и переходя от счастья к горю. Отношения между матерью и дочерью, часто снятые с излишней сентиментальностью в американском кино, по мнению критика Chicago Tribune Майкла Уилмингтона, почти в каждой сцене сыграны искренно и убедительно.
Хорошие отзывы получила и дебютная режиссёрская работа на большом экране Нира Бергмана. Обозреватель BBC Джейми Расселл ставит в заслугу Бергману тонкие детали — в том числе поход Дафны в агентство по знакомствам и переходящую в манию зацикленность Идо на прыжках, — общее чувство хрупкости, витающее вокруг персонажей-детей, а также удачный подбор актёров. Рут Стейн особо выделяет такую деталь, как нелепые костюмы старших детей — крылья Майи и мышиный костюм Яира; по её мнению, это символ стремления потерявших отца детей забыть о том, кто они такие. При этом Стейн подчёркивает, что Бергман тактичен и не «пережимает» с этим символизмом. Майкл Уилмингтон с похвалой отзывается не только о режиссёрской работе Бергмана, но и о сценарии его авторства. Критик Variety Дэвид Страттон, хотя и иронизирует над любовью Бергмана к «загадочному драматизму», также признаёт его внимание к повседневным деталям и оговаривается, что именно прояснение обстоятельств смерти отца лишь в конце фильма позволяет увидеть образ Майи в совершенно новом свете.
Особняком стоит на этом фоне отзыв критика английской газеты The Guardian Питера Брэдшо. Брэдшо даёт ленте лишь два балла из пяти; по его словам, при искренней актёрской игре и «самых добрых намерениях» фильм всё равно клиширован, тосклив и напоминает «мыльную „Бухту Доусона“ в израильских декорациях».

## Награды
- Иерусалимский международный кинофестиваль — приз Волджина (Гран-при, 2002)
- Кинофестиваль в Токио — Большой приз «Токийская сакура» (Гран-при, 2002)
- «Офир» (премия Израильской академии кино и телевидения) — 9 наград (2002), в том числе:
  - за лучший фильм
  - за лучшую режиссуру
  - за лучший сценарий
  - за лучшую главную женскую роль
  - за лучшую главную роль второго плана
- Берлинский кинофестиваль — приз международного жюри, приз зрительских симпатий «Панорама», приз CICAE[англ.] (2003)
- Кинофестиваль в Палм-Спрингс — приз им. Джона Шлезингера за лучший дебютный фильм (2003)